# Эрикур-Эст
Эрику́р-Эст (фр. Héricourt-Est) — кантон во Франции, находится в регионе Франш-Конте, департамент Верхняя Сона. Входит в состав округа Люр.
Код INSEE кантона — 7030.
Кантон был создан в 1985 году.

## Население
Население кантона на 2010 год составляло 10 869 человек.
| 1962 | 1968 | 1975 | 1982 | 1990 | 1999 | 2010   |
| ---- | ---- | ---- | ---- | ---- | ---- | ------ |
| -    | -    | -    | -    | -    | -    | 10 869 |

## Коммуны кантона
Всего в кантон входят семь коммун, из них главной является Эрикур.
| Коммуна            | Население, чел. (2010) | Почтовый индекс | Код INSEE |
| ------------------ | ---------------------- | --------------- | --------- |
| Бревилье           | 641                    | 70400           | 70096     |
| Люз                | 737                    | 70400           | 70312     |
| Мандревиллар       | 218                    | 70400           | 70330     |
| Шаже               | 675                    | 70400           | 70116     |
| Шалонвиллар        | 1244                   | 70400           | 70117     |
| Эрикур             | 10 349                 | 70400           | 70285     |
| Эшнан-су-Мон-Водуа | 505                    | 70400           | 70206     |